# Saint-Avit, Loir-et-Cher
Saint-Avit är en kommun i departementet Loir-et-Cher i regionen Centre-Val de Loire i de centrala delarna av Frankrike. Kommunen ligger i kantonen Mondoubleau som tillhör arrondissementet Vendôme. År 2018 hade Saint-Avit 96 invånare.

## Befolkningsutveckling
Antalet invånare i kommunen Saint-Avit
| Referens: INSEE |